# دي جاي سيلي
دي جاي سيلي (بالإنجليزية: D. J. Seeley)‏ مواليد 28 نوفمبر 1989 في ردينغ، هو لاعب كرة سلة أمريكي. بدأ مسيرته الاحترافية في سنة 2013. يحمل الرقم 4. يبلغ طوله 6 قدم 4 بوصة (1.9 م).

## المسيرة الاحترافية
لعب مع نادي رادنيتشكي كراغوييفاتس لكرة السلة في موسم 2013–2014، ثم لعب مع ميدي بايرويت في الدوري الألماني في سنة 2014، ثم لعب مع باسكت مانريسا في الدوري الإسباني في سنة 2015، ثم لعب مع بشكتاش لكرة السلة في الدوري التركي في سنة 2015، ثم لعب مع سي بي غران كناريا في الدوري الإسباني في موسم 2015–2016، ثم لعب مع مكابي تل أبيب لكرة السلة في سنة 2016.

## إحصائيات المسيرة

### الدوري الأوروبي
| السنة   | الفريق                   | لعب | بدأ | دقيقة | ميداني% | ثلاثية | حرة  | ارتداد | صنع | استلاب | تصدي | نقطة | أداء |
| ------- | ------------------------ | --- | --- | ----- | ------- | ------ | ---- | ------ | --- | ------ | ---- | ---- | ---- |
| 2016–17 | مكابي تل أبيب لكرة السلة | 26  | 14  | 20.2  | .430    | .378   | .887 | 2      | 2.6 | 0.5    | 0.2  | 7.3  | 7    |
| المسيرة |                          | 26  | 14  | 20.2  | .430    | .378   | .887 | 2      | 2.6 | 0.5    | 0.2  | 7.3  | 7    |

## روابط خارجية
- دي جاي سيلي على موقع الدوري الأوروبي لكرة السلة (الإنجليزية)
- دي جاي سيلي على موقع سبورتس رفرنس (الإنجليزية)
- دي جاي سيلي على موقع الدوري الإسباني لكرة السلة (الإسبانية)
- دي جاي سيلي على موقع كرة السلة الأوروبية.كوم (الإنجليزية)
- دي جاي سيلي على موقع كلية كرة السلة في سبورتس رفرنس.كوم (الإنجليزية)
- دي جاي سيلي على موقع ريلجم (الإنجليزية)
- دي جاي سيلي على موقع بروبوليرز (الإنجليزية)
- دي جاي سيلي على موقع سبورتس رفرنس (الإنجليزية)
- دي جاي سيلي على موقع سبورتس رفرنس (الإنجليزية)